# 王鲁湘
王鲁湘（1956年—），湖南涟源人，中国著名文化学者，《河殇》总撰搞人，凤凰卫视高级策划、主持人。

## 生平
1982年，毕业于湘潭大学中文系并留校任教。1987年，获北京大学哲学硕士学位。1987年至1992年，在首都师范大学中文系任教。2000年，受聘于清华大学美术学院任教授、博士生导师。2001年加入香港凤凰卫视，历任凤凰卫视《纵横中国》总策划、《世纪大讲堂》主持人、《文化大观园》总策划、主持人。
2003年，被《新周刊》评为“年度知识分子”。

## 主要作品
- 《中国名画家全集:黄宾虹》（编著）（2000年）
- 《神明之地:荒城·关塞·圣殿·宫阙——中国古代遗迹丛书》（2005年）
- 《中国名画家全集——张仃》（编著）（2007年）
- 《帝王陵密码》（2012年）
- 《华夏生死书》（2012年）
- 《中国古村落》（编著）（2013年）
- 《黄宾虹研究》（2014年）
- 《书卷山河》（2015年）
- 《中华泰山》（2015年）
- 《风雨赋潇湘》（2017年）